# Ishvara
 (août 2019).
Ishvara (sanskrit IAST : Īśvara ; devanāgarī: ईश्वर ; « le seigneur suprême » ; prononcé comme /ī:sh vərə/), parfois transcrit Îshwara, Ishwar, Isvara, et aussi dénommé Isha, est un terme qui signifie Seigneur dans l'hindouisme. Il est parfois associé au nom d'un dieu par respect envers lui comme dans Ishvarakrishna. 
C'est « le Seigneur de la Manifestation ; Il apparaît et disparaît avec elle. Il est Brahmâ, Vishnou et chacune de leurs particularités (...). Il est aussi Brahman. »
Il est, selon Sri Aurobindo, « le Purusha suprême... l'aspect dynamique du Brahman... Dieu en tant que Seigneur de la Nature » ; selon Ramana Maharshi, c'est « l'âtman cosmique ». 
Ishvari (Īśvarī), sa shakti, est la « Souveraineté divine » assimilée à Kali, Sarasvati, Lakshmi.

## Ishvara dans le Veda
L’Atharva Veda indique explicitement qu'Ishvara est une épithète de l'âme suprême Brahman, qui ne doit pas être confondu[réf. nécessaire] avec les diverses divinités de l'Hindouisme.

## Ishvara dans le Vedānta
En Advaita Vedānta, Ishvara est la forme de l'Âme Cosmique (Brahman, qui est sans attribut) qui est manifesté sur la psyché humaine. Cette manifestation peut être comprise métaphoriquement comme le reflet de l'Âme Cosmique sur le miroir d'illusion (Māyā) pour faire apparaître l'Âme Cosmique comme Dieu. Dans les autres écoles, il n'y a pas de différence entre Brahman et Ishvara.

## Bhakti-yoga
Selon Vivekananda, dans le Bhakti yoga « le Dieu personnel adoré par le bhakta n’est ni séparé ni différent de Brahman. Tout est Brahman, l’Un qui n’a pas de second ; mais Brahman, en tant qu’unité ou absolu, est trop abstrait pour être aimé et adoré ; aussi le bhakta choisit-il l’aspect relatif de Brahman, qui est Ishvara (...). Ishvara est la plus haute manifestation de la Réalité Absolue, ou, en d’autres termes, la plus haute interprétation que l’esprit humain puisse donner de l'Absolu. »

## Autres
Les Hindous emploient aujourd'hui indifféremment les termes Ishwar, Paraméshwar, Paramâtmâ et Bhagwân. Le mot Ishvara est également employé pour désigner une situation sociale, le « seigneur » en tant que maître ou roi.
Pour les Vishnouites, Vishnou est Îshvara ; pour les Shivaïtes, Shiva est Îshvara.
On ne doit pas confondre les termes Ishvara et deva. Au-dessous du divin unique que représente Brahmā, Vishnou et Shiva et la Déesse, (ou Mère), (qui est leur émanation directe, bien que différenciée), nous trouvons toutes les manifestations, individualisées et particularisées, de Dieu dans le monde. Ce sont « les dieux » de l'Inde, au nombre de 330 millions, et dont les aventures, les démêlés, tant qu'entre eux qu'avec les sages, les héros et les démons, forment la partie la plus massive et la plus difficile à interpréter de la mythologie hindoue.
Wangchuk est sa traduction en tibétain.